# Худат
Худат (азерб. Xudat, лезгин. Худат) — місто в Хачмазькому районі Азербайджану, на півночі країни, біля узбережжя Каспійського моря, в 184 км від Баку. Розташований в Самур-Дивичинській низовині.

## Клімат
При річному кількості опадів 350 мм, величина випаровування 730—800 мм. Улітку спекотно, середня температура липня від +24 до +26 °С, максимум сягає +43 °С, зима помірна, а середня температура від +2 °С до +5 °С, абсолютний мінімум -21 °С.

## Історія
Найбільшу популярність місто набуло наприкінці XVII століття, коли Гусейн I, уродженець цих місць, перейшовши в шиїтську віру при перському дворі, отримав на знак прихильності шаха у своє правління Кубинське і Сальянське ханства, зробивши Худат своєю столицею. Це становище зберігалося до 1747 року, коли після вбивства перського правителя Надер Шаха праправнук Гусейна I Гусейн Алі вирішив досягти самостійності і переніс столицю в Губу, це місце давало йому переваги в плані оборони. У зв'язку з цим Худат втратив своє колишнє значення.

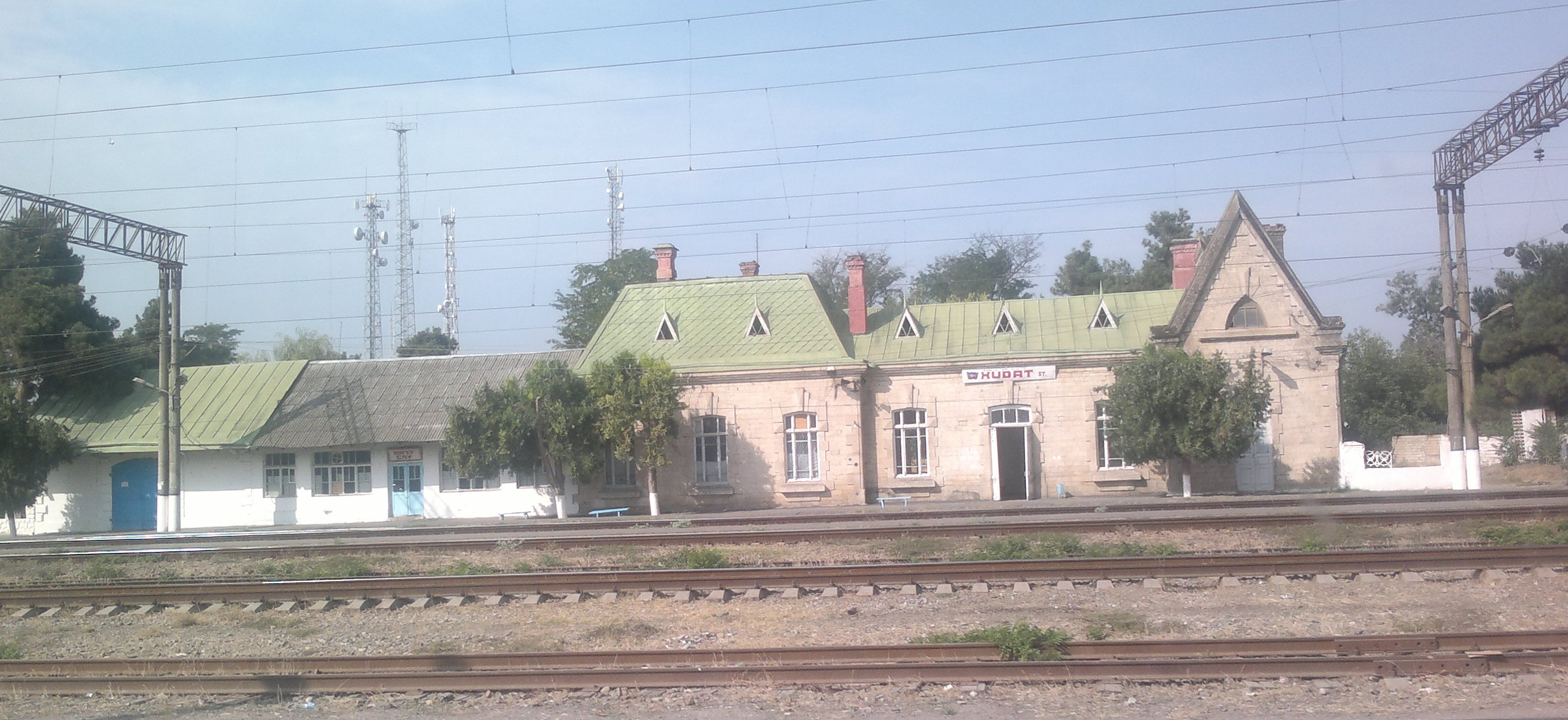
Станція Худат

27 квітня 1920 року станція Худат була захоплена радянськими військами, які розгорнули наступ на Баку — столицю Азербайджанської Демократичної Республіки. У районі станції сталася лише недовга артилерійська перестрілка між чотирма бронепоїздами РСЧА, що рухалися на Баку, і двома азербайджанськими бронепоїздами, що виступили ним назустріч.
1943 року був утворений Худатський район АзРСР. 1950 року Худат отримав статус міста. У грудні 1959 Худатський район був скасований, із передачею повноважень районного центру місту Хачмаз.

## Населення
За даними перепису населення 1970:
| Народ               | Чисельність, чол. | Частка від усього населення, % |
| ------------------- | ----------------- | ------------------------------ |
| азербайджанці       | 3 970             | 45,1 %                         |
| лезгини             | 2 734             | 31 %                           |
| росіяни та українці | 1 137             | 12,9 %                         |
| курди               | 588               | 6,7 %                          |
| інші                | 379               | 4,4 %                          |
| Усього              | 8 808             | 100,00 %                       |

За всесоюзним переписом населення 1989 року у Худаті проживала 10 894 людина.
| Рік  | Чисельність | Чисельність |
| ---- | ----------- | ----------- |
| 1959 | 7068        | [ 6 ]       |
| 1970 | 8808        | [ 7 ]       |

| Рік  | Чисельність | Чисельність |
| ---- | ----------- | ----------- |
| 1979 | 9755        | [ 8 ]       |
| 1989 | 10 894      | [ 9 ]       |

| Рік  | Чисельність | Чисельність |
| ---- | ----------- | ----------- |
| 2012 | 15 800      |             |

| Рік  | Чисельність | Чисельність |
| ---- | ----------- | ----------- |
| 1959 | 7068        | [ 6 ]       |
| 1970 | 8808        | [ 7 ]       |

| Рік  | Чисельність | Чисельність |
| ---- | ----------- | ----------- |
| 1979 | 9755        | [ 8 ]       |
| 1989 | 10 894      | [ 9 ]       |

| Рік  | Чисельність | Чисельність |
| ---- | ----------- | ----------- |
| 2012 | 15 800      |             |

## Економіка
За радянських часів у Худаті функціонували консервний завод та рибокоптильний цех. Місто розташоване поблизу курортного селища Набрань.

## Галерея

Пам'ятник Бабеку в Худаті. Установлено у 2009 році. Перевезений до Хачмазу. На його місці встановлено державний прапор.Пам'ятник Бабеку в Худаті. Установлено у 2009 році. Перевезений до Хачмазу. На його місці встановлено державний прапор.